# Bombay Jayashri
Bombay Jayashri Ramnath (Tamil: பாம்பே ஜெயஸ்ரீ ராம்நாத்; n. en Calcuta) es una cantante india de música carnática. También ha grabado otras canciones como cantante de playback o reproducción de películas procedentes del sur de la India. Ella tiene muchos discos en su haber, ha lanzado y publicado en diferentes formatos como en casetes y CD.
En 1989, ella fue discípulo de Lalgudi G Jayaraman. Desde 1989, ha estado bajo orientación y la tutela del maestro de violín antedicho. Ella es también una estudiante de Vina un istrumento autóctono de la India, bajo GN Dhandapani Iyer. 

## Biografía
Nacida en el seno de una familia de músicos con un rico linaje, Bombay Jayashri comenzó su interés por la música cuando era una niña, empezó sus clases musicales bajo la tutela de sus padres Smt Sita y NN Sri Subramaniam. Smt T. R. Balamani era un profesor de música. Ella se fue preparando en la música indostánica conocidas como Jaipurvale y Sri Ajay Pohankaurante, durante más de seis años y también posee un diploma en música de Gandharva Mahavidyalaya. Ella evolucionó a su actual estilo bajo la dirección y tutela de su Gurú, el legendario maestro de violín Sri Lalgudi Jayaraman. Al mismo tiempo, aprendió a toca la vina interpretando una canción titulada "Dandapani Iyer". Este mismo corte musical formó parte de la banda sonora de la película "Epodhum Engeyum".
Jayashri comenzó su carrera como concertista en 1982. Ella ha tenido una vasta experiencia de realizar presentaciones de conciertos por toda la India y en más de veinte países de todo el mundo.

## Películas de Playback
| Título de la canción        | Título de la película          | Director de música                 |
| --------------------------- | ------------------------------ | ---------------------------------- |
| "Kaiyil Veenai Yendhum"     | Vietnam Colony                 | Ilayaraja                          |
| "Pemmaane"                  | Aayirathil Oruvan              | G. V. Prakash Kumar                |
| "Kana Ondrai Kandean"       | Anthony Yaar?                  | Dhina                              |
| "Ninnai charan"             | Bharathi                       | Ilayaraja                          |
| "Saghiye"                   | Dhaam Dhoom                    | Harris Jayaraj                     |
| "Uyir Ezhuthae"             | Dhik Dhik                      | D. Imman                           |
| "Orumurai Nee Parthal"      | Eesaa                          | Haran                              |
| "Suttum Vizhi"              | Ghajini                        | Harris Jayaraj                     |
| "Kanna Nee Ennai"           | Irumbu Kottai Murattu Singam   | G. V. Prakash                      |
| "Naramughaiye Naramughaiye" | Iruvar                         | A. R. Rahman                       |
| "Thithi Thidavae"           | Jana                           | Dhina                              |
| "Ondra Renda"               | Kaakha Kaakha                  | Harris Jayaraj                     |
| "Uppu Kallu"                | Karuppusamy Kuththagaithaarar  | Dhinna                             |
| "Venpaniye"                 | Ko (film)                      | Harris Jayaraj                     |
| "Mudhal Kanave"             | Majunu                         | Harris Jayaraj                     |
| "Vaseegara"                 | Minnale                        | Harris Jeyaraj                     |
| "Pudichirukku Pudichirukku" | Nenjirukkum Varai              | Srikanth Deva                      |
| "Priya Idhu Sitout"         | Nepali                         | Srikanth Deva                      |
| "Unakkul Naane"             | Pachaikili Muthucharam         | Harris Jayaraj                     |
| "Minnalgal Koothadum"       | Pollathavan                    | G. V. Prakash                      |
| "Unnai Thedum"              | Pon Megalai                    | Ilayaraja                          |
| "Malargale"                 | Pudhukottayilirundhu Saravanan | Yuvan Shankar Raja                 |
| "Vizhigalilae"              | Renigunta                      | Ganesh Ragavedran                  |
| "Chellame Chellame"         | Sathyam                        | Harris Jayaraj                     |
| "Uyire En Uyire"            | Thotti Jaya                    | Harris Jayaraj                     |
| "Theenda Theenda"           | Thulluvadho Ilamai             | Yuvan Shankar Raja                 |
| "Abinayam Kaatugindra"      | Uyilin Osai                    | Ilayaraja                          |
| "Nilai Varumaa"             | Unnai Pol Oruvan               | Shruthi Haasan                     |
| "Neenda"                    | Vedigundu Murugesan            | Dhina                              |
| "Pranaya Sandhyayoru"       | Ore Kadal                      | Ouseppachan                        |
| "Nenjikulle"                | Thittakudi                     | Selva Nambi                        |
| "Paartha Mudhal"            | Vettaiyadu Vilayadu            | Harris Jayaraj                     |
| "Zara Zara"                 | Rehnaa Hai Terre Dil Mein      | Harris Jayaraj, Aadesh Shrivastava |
| "Enna Matramo"              | Ennai Theriyuma                | Achu                               |
| "Chahoon Bhi toh"           | Force                          | Harris Jayaraj                     |
| "Mausams Theme Music"       | Mausams - The Movie            | B. Prasanna                        |

## Discografía
- Shambho Mahadeva (1993, Sangeetha Records/Koel Records 014)
- Rare Blend of Raga & Sahitya CD (1997, Magnasound Records/OMI Records 5046)
- Paalinchu Kaamaakshi CD (1997, Koel Records 070)
- Atma: Soul CD (2000, CDW Records 6235)
- Nekkurugi Irnagalada CD (2000, CDW Records 6234)
- Shravanam: Music for Meditative Listening CD (2001, Charsur Digital Workstation 018)

• Recibió el Premio de Cine de Tamil Nadu, Estado de SINGER mejor reproducción de 2005 del ministro jefe de Tamil Nadu, 2007

## Premios y distinciones
Premios Óscar
| Año  | Categoría                          | Canción        | Película   | Resultado |
| ---- | ---------------------------------- | -------------- | ---------- | --------- |
| 2013 | Mejor película en habla no inglesa | «Pi's Lullaby» | Life of Pi | Nominado  |

• Recibió el premio KALASARATHY Sangeetha de la Vanamamalai Mutt Pontífice Kalian Ramanuja Swamigal en nombre de Sri Swami Parthasarathy Sabha, Chennai, 2007.
• ¿Se ha conferido el VIRUDHU KALAIMAMANI por el Gobierno de Tamil Nadu, 2007.
• Honorable SHANMUKHA Sangeetha Shiromani por Shanmukhananda Sabha, Bombay. Conferido por SM Krishna, el gobernador de Maharashtra, 2006.
• Otorgado por el MS Subbalakshmi Puraskar Vishaka Academia de Música, Vishakapatnam. Conferidos por Shri Nedunuri Krishnamurthy, 2006.
• Recibió el prestigioso Premio Sangeetha Choodamani del Dr. CA Muthiah de Sri Krishna Gana Sabha en la presencia de su gurú Shri. Lalgudi G Jayaraman, 2005.
• ¿Se le concedió el título de ATMA VANISHRI de Poojya Shri Swami Shantananda del Templo de Bellas Artes de Varanasi, en presencia de Tabla Maestro, Pt. Kishan Maharaj, 2003
• MANI MAKUDAM por Rajalakshmi de Bellas Artes, de Coimbatore, 2002. • Recibió el Premio de Cine KALKI director Balachander K, en nombre de la Fundación Kalki Krishnamoorthy, 2002.
• ¿Se ha conferido el título de NAADABHOOSHANAM por Shanmukhananda Sangeetha Sabha, Nueva Delhi, 2001.
• ¿Se ha declarado como Asthana VIDHUSHI del Mutt Shringeri por el Mahasannidhanam de 2001.
• ¿Se ha conferido el título de ISAI Peroli por el Dr. P. Chidambaram, Ministro de Finanzas de la Unión, en nombre de las Bellas Artes Karthik, en presencia de Música Maestro Balamurali Krishna, 1997.
• Título de la YUVA KALA BHARATI conferida por Bharat Kalachar, Chennai, 1992.